# Toleransprojektet
Toleransprojektet är en pedagogisk modell för att bemöta ungdomar och grupper i skolan där det finns intolerans och social oro. 
Toleransprojektet kallas också ibland för "Kungälvsmodellen".
En grundläggande idé i Toleransprojektet är att det inte finns några snabba lösningar för att förändra intoleranta idéer. Toleransprojektet har bedrivits på svenska kommunala skolor och friskolor sedan år 1999. Sedan 2015 har Toleransprojektet sin hemvist på Segerstedtinstitutet på Göteborgs universitet.

## Bakgrund
Upphovsman till Toleransprojektet är Kungälvs-läraren Christer Mattsson. Efter mordet på John Hron av fyra nazistiska tonåringar 1995 fick han i uppdrag att undersöka varför denna problematik fanns i Kungälv och att utveckla ett långsiktigt arbete med elever som kränker och visar intoleranta attityder i skolan. Detta ledde till starten av Toleransprojektet 1999. 

## Idé
Toleransprojektet förordar ett pedagogiskt förhållningssätt för ett långsiktigt riktat förebyggande arbete. I Toleransprojektet får de deltagande skolungdomarna fundera kring olika etiska dilemman. En central del i arbetet är att hjälpa eleven att förstå sig själv, förstå sin omvärld och att förvärva en förmåga att göra sig förstådd. Eleverna får i projektet jämföra tankar och idéer från det nazistiska Tyskland med moderna tidsproblem om antisemitism, rasism och intolerans. Toleransprojektet avslutas vanligtvis med en resa till Förintelsens minnesplatser i Polen.  
Hösten 2019 reste man även med pilotgrupper från Sannerudsskolan i Kil, Värmland, till Bosnien (http://www.devote.se/BosnienBloggen19/idag-haender-det-31283679 eller https://www.youtube.com/channel/UCs0JL30ss4tg9dWbDXBGZMw) och Israel (https://jerusalem-2019.blogspot.com/ eller https://www.youtube.com/channel/UC1oyZSggSVyMKDG1DGAAYiw). Jens Tollskog och Kent Gustafsson är de So-lärare som är initiativtagare till att bygga vidare på denna Kungälvsmodell.  

## Spridning
Toleransprojektets idé används på skolor i hela Sverige. Bland annat i Borlänge, Östersund och Nyköping. Sannerudsskolan i Kils kommun är först med att skicka grupper i toleransprojektets anda till Israel och Bosnien.  
Toleransprojektet samarbetar med Stiftelsen Expo och har tidigare fått utvecklingsstöd från Stiftelsen Natur & Kultur.

## Rapporter och böcker om Toleransprojektet/Kungälvsmodellen[9]
- Intoleransens pris – En socioekonomisk analys av vit makt-rörelsen och Kungälvsmodellen (2013) Stockholm
- 10 lektioner om tolerans. Mattsson, C. & Hermansson-Adler, M. (2012). Stockholm: Natur & Kultur
- Ingen blir nazist över en natt. Mattsson, C. & Hermansson-Adler, M. (2008) Stockholm: Natur & Kultur
- Att motarbeta intolerans i skolan. Strindhall H. & Westerberg B. (2016) Örebro universitet
- Ett projekt som omfamnas av alla – eller en kurs för några få? (2017) FoU i Väst/GR
- Youth delinquency or everyday racism? (2018) Journal of Deradicalization
- https://www.svt.se/nyheter/lokalt/varmland/kil-utokar-toleransprojekt  SVT Nyheter (2019) Kils kommun utökar projektet till nya destinationer